# Scary Monsters and Nice Sprites
Scary Monsters and Nice Sprites est le second EP de l'artiste Skrillex.
L'EP a été publié le 22 octobre 2010 sur Beatport, le 20 décembre 2010 sur d'autres détaillants en ligne, et le 1er mars 2011 sur CD.
Il est sorti sous le label mau5trap, le label de deadmau5.

## Liste des pistes
| No | Titre                                             | Durée |
| -- | ------------------------------------------------- | ----- |
| 1. | Rock n' Roll (Will Take You to the Mountain)      | 4:44  |
| 2. | Scary Monsters and Nice Sprites                   | 4:03  |
| 3. | Kill EVERYBODY                                    | 4:58  |
| 4. | All I Ask of You (featuring Penny)                | 5:40  |
| 5. | Scatta (featuring Foreign Beggars and Bare Noize) | 3:55  |
| 6. | With You, Friends (Long Drive)                    | 6:29  |
| 7. | Scary Monsters and Nice Sprites (Noisia Remix)    | 3:24  |
| 8. | Scary Monsters and Nice Sprites (Zedd Remix)      | 5:58  |
| 9. | Kill EVERYBODY (Bare Noize Remix)                 | 4:41  |

## Classement par pays
| Classement (2011)                            | Meilleure position |
| -------------------------------------------- | ------------------ |
| Australie (ARIA Charts)                      | 28                 |
| États-Unis Billboard Dance/Electronic Albums | 3                  |

| Classement (2012)        | Meilleure position |
| ------------------------ | ------------------ |
| États-Unis Billboard 200 | 49                 |

## Historique de sortie
| Pays        | Date              | Format                 | Label                                 | Catalogue  |
| ----------- | ----------------- | ---------------------- | ------------------------------------- | ---------- |
| États-Unis  | 22 octobre 2010   | Téléchargement digital | mau5trap                              | MAU5CD004  |
| Royaume-Uni | 15 novembre 2010  | CD                     | mau5trap, Big Beat, Prime Direct      | MAU5CD004  |
| Australie   | 20 décembre 2010, | Téléchargement digital | Big Beat, WEA                         | -          |
| Canada      | 20 décembre 2010, | Téléchargement digital | Big Beat, WEA                         | -          |
| Royaume-Uni | 20 décembre 2010, | Téléchargement digital | Big Beat, WEA                         | -          |
| États-Unis  | 20 décembre 2010, | Téléchargement digital | Big Beat, WEA                         | -          |
| Australie   | 11 février 2011   | Téléchargement digital | Mau5trap, Big Beat                    | -          |
| États-Unis  | 1er mars 2011     | CD                     | Big Beat, Atlantic, WEA               | 5269182    |
| Australie   | 29 avril 2011,    | Téléchargement digital | Big Beat, WEA                         |            |
| Australie   | 29 avril 2011,    | CD                     | Big Beat, Atlantic, Neon, Warner, WEA | 7567882717 |